# Мухаммед ан-Насір бін Абдалла
Мухаммед ан-Насір бін Абдалла (араб. الناصر محمد بن عبد الله; 3 листопада 1196 – 1 грудня 1226) – імам Зейдитської держави у Ємені. Одночасно з ним (до 1239 року) імамат проголосив Ях'я аль-Хаді.